# Joe Beck
Joe Beck (* 29. Juli 1945 in Philadelphia, Pennsylvania; † 22. Juli 2008 in Woodbury, Connecticut) war ein US-amerikanischer Jazz- und Fusiongitarrist. 

## Leben und Wirken
Beck, der in New Jersey und der Region San Francisco aufwuchs, begann als Teenager zu musizieren. Er spielte in einem Jazztrio in New York und arbeitete bereits zu Beginn seiner Karriere mit so unterschiedlichen Musikern wie dem von der Bossa Nova beeinflussten Saxophonisten Paul Winter, dem Flamenco-Gitarristen Sabicas (Rock-Encounter, 1967) und Miles Davis, bei dem er auf dem Titel Circle in the Round (1967) Gitarre spielt und durch die Hypnotik summender und trällernder Gitarrensaiten auffällt.
Beck spielte bei Duke Ellington, Gil Evans und Stan Getz. Ein erstes Album unter eigenem Namen, Nature Boy, wurde als Rockmusik vermarktet. Vom Musikbusiness angewidert zog er sich vollkommen zurück und betätigte sich drei Jahre als Michfarmer. Mitte der 1970er-Jahre war er musikalischer Leiter des Ensembles von Esther Phillips. In dieser Zeit erreichte seine Karriere einen ersten Höhepunkt; seine Zusammenarbeit mit dem Saxophonisten David Sanborn, das Album Beck & Sanborn (1975), entwickelte sich zu einem beliebten Fusionhit. Danach war Beck als begehrter Studiomusiker in New York tätig, der im Jazz zuhause war, sich aber stark an Rock und Funk orientierte; er ist auf Paul Simons Still Crazy After All These Years ebenso zu hören wie auf Frank Sinatras Disco-Versuchen Night and Day bzw. All or Nothing at All von 1977. Produzent Creed Taylor holte ihn zu den CTI-Produktionen von Joe Farrell, J. J. Johnson, Paul Desmond, Hubert Laws und Idris Muhammad. Beck arbeitete auch mit Buddy Rich, Maynard Ferguson, Woody Herman, Ali Ryerson, Larry Coryell, Gene Ammons, Sérgio Mendes, Antônio Carlos Jobim, Laura Nyro, Houston Person, Roger Kellaway, Richie Havens, Deborah Brown, Gábor Szabó und Gato Barbieri.
In den 1980er Jahren spielte Beck unter anderem in Bands von Ray Anderson und Lew Soloff. 1988 zog er sich wieder aufs Land zurück, war aber vier Jahre später wieder auf der Jazzszene aktiv. Seine Karriere setzte er mit Alben wie 1991's Relaxin’ (1991), Alto (1997) und (gemeinsam mit Jimmy Bruno) Polarity (2000) fort; daneben war er aber auch auf James Browns Funky Side of Town zu hören. Beck war die meiste Zeit des darauffolgenden Jahrzehnts bei einer Vielzahl von Labels tätig (unter anderem bei Whaling City Sound) mit Alben wie Just Friends (2002) oder Tri07 (2007). 2007 unternahm er seine letzte Europatournee mit John Abercrombie, mit dem auch das Album Coincidence (2008) entstand. Gemeinsam mit Sängerin Laura Theodore widmete er sich auf dem kurz vor seinem Tod fertiggestellten Album Golden Earrings (2009) der Musik von Peggy Lee.
Beck starb 62-jährig in einem Hospiz in Connecticut an Lungenkrebs. Posthum erschien 2014 sein Trioalbum Get Me.